# Бальдомеро Перласа
Бальдомеро Перласа (ісп. Baldomero Perlaza, нар. 5 червня 1992, Тулу) — колумбійський футболіст, півзахисник клубу «Індепендьєнте Медельїн». Відомий за виступами в низці колумбійських клубів, зокрема, за клуби «Атлетіко Насьйональ» і «Санта-Фе». Чемпіон Колумбії. Володар Південноамериканського кубка.

## Ігрова кар'єра
Бальдомеро Перласа народився 1992 року в місті Тулу, та є вихованцем футбольної школи клубу «Кортулуа». Дорослу футбольну кар'єру розпочав 2010 року в основній команді того ж клубу, в якій грав до 2011 року, взявши участь у 24 матчах чемпіонату. У 2011 році футболіст перейшов до клубу «Атлетіко Уїла», а на початку 2013 року повернувся до клубу «Кортулуа». У 2014 році Перласа грав у складі клубу «Кукута Депортіво».
У 2015 році Бальдомеро Перласа став гравцем команди «Санта-Фе». У складі команди швидко став гравцем основного складу, та став у її складі у 2015 році володарем Південноамериканського кубка, а в 2016 році чемпіоном Колумбії.
З 2019 до 2022 року Перласа грав у складі клубу «Атлетіко Насьйональ». У складі «Атлетіко Насьйональ» футболіст також став одним із основних гравців середньої лінії команди, зіграв у її складі 74 матчі, в яких відзначився 12 забитими м'ячами.
Протягом 2022—2023 років Бальдомеро Перласа захищав кольори аргентинського клубу «Колон». З початку 2024 року футболіст грає на батьківщині в клубі «Індепендьєнте Медельїн». Станом на 8 жовтня 2024 року відіграв за команду з Медельїна 27 матчів в національному чемпіонаті

## Виступи за збірні
У 2021 році Бальдомеро Перласу включили до складу національної збірної Колумбії. для участі врозіграші Кубка Америки 2021 року у Бразилії. Проте на турнірі футболіст не виходив на поле, й у збірній так і не дебютував.

## Титули і досягнення
- Чемпіон Колумбії (1):

«Санта-Фе»: 2016
- Володар Південноамериканського кубка (1):

«Санта-Фе»: 2015